# La Chapelle-Montlinard
La Chapelle-Montlinard ist eine französische Gemeinde mit 490 Einwohnern (Stand: 1. Januar 2022) im Département Cher in der Region Centre-Val de Loire. Sie gehört zum Kanton Avord und zum Gemeindeverband Communauté de communes Les Bertranges. Die Bewohner werden Capelinardiens und Capelinardiennes genannt.

## Geografie
La Chapelle-Montlinard liegt im Berry etwa 46 Kilometer ostnordöstlich von Bourges an der Loire und am Canal latéral à la Loire. Umgeben wird La Chapelle-Montlinard von den Nachbargemeinden Herry im Norden, Mesves-sur-Loire im Nordosten, La Charité-sur-Loire im Osten, Argenvières im Süden sowie Saint-Martin-des-Champs im Westen.
Durch den Ort führen die Route nationale 151 und die Via Lemovicensis, einem der vier historischen „Wege der Jakobspilger in Frankreich“.

## Bevölkerungsentwicklung
| Jahr                       | 1962 | 1968 | 1975 | 1982 | 1990 | 1999 | 2007 | 2019 |
| Einwohner                  | 485  | 477  | 497  | 515  | 506  | 494  | 495  | 468  |
| Quellen: Cassini und INSEE |      |      |      |      |      |      |      |      |

## Sehenswürdigkeiten
- Alte Eiche mit einem Stammumfang von 10 Metern
- Kirche Saint-Léonard

## Literatur

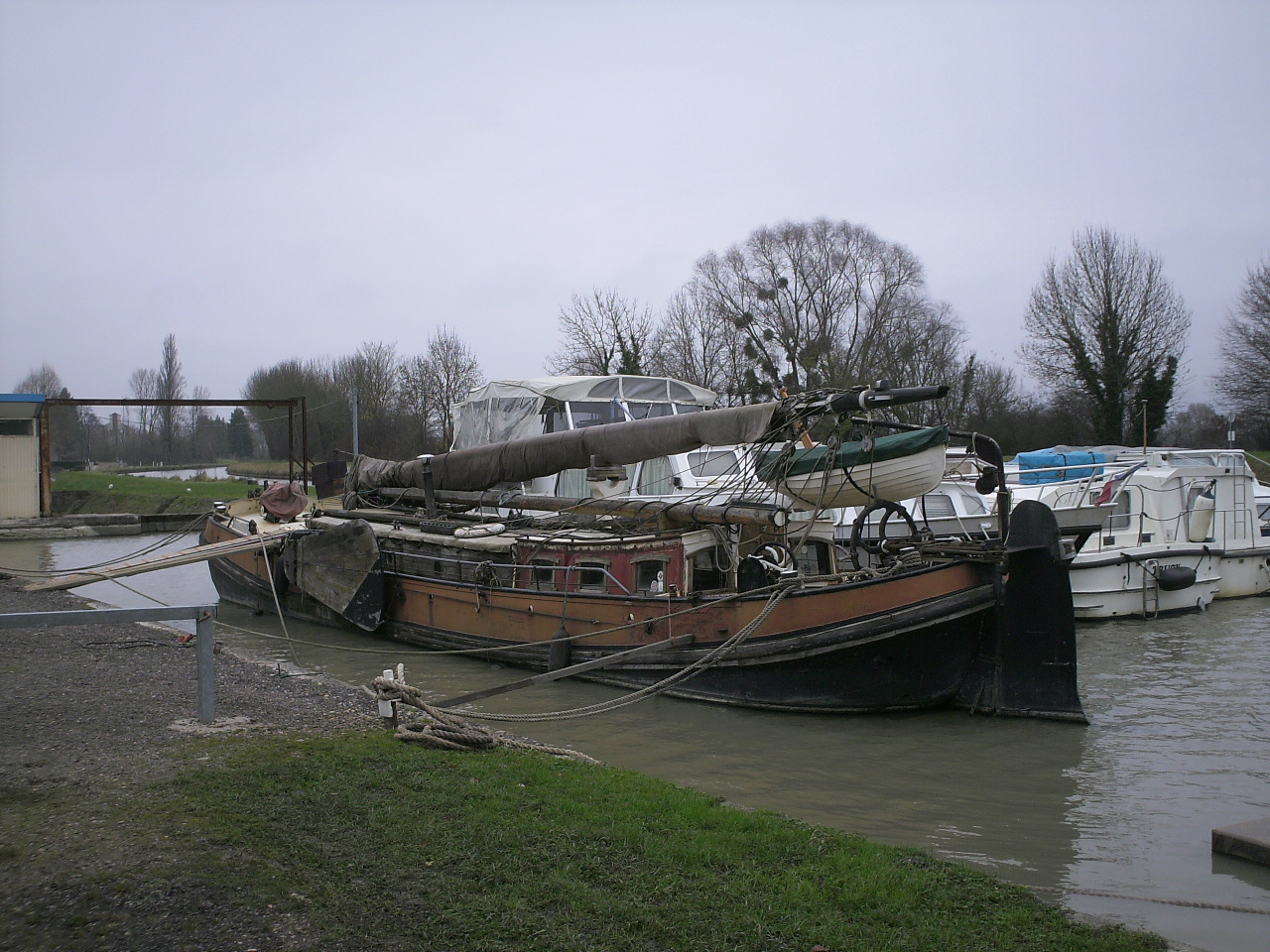
Hafen an der Loire